# Brendan Comiskey
Brendan Oliver Comiskey SSCC (* 13. August 1935 in Tasson, Clontibret, County Monaghan; † 28. April 2025 in Dundalk) war ein irischer Geistlicher. Von 1984 bis 2002 war er römisch-katholischer Bischof von Ferns im Südosten Irlands.

## Leben
Brendan Comiskey trat der Ordensgemeinschaft der Arnsteiner Patres bei und empfing am 25. Juni 1961 die Priesterweihe. Am 3. Dezember 1979 wurde er zum Weihbischof im Erzbistum Dublin und Titularbischof von Thibilis ernannt. Die Bischofsweihe spendete ihm am 20. Januar 1980 der Erzbischof von Dublin Dermot Ryan; Mitkonsekratoren waren der Apostolische Nuntius in Irland, Erzbischof Gaetano Alibrandi, und Joseph A. Carroll, Weihbischof in Dublin. 1984 erfolgte der Versetzung als Bischof nach Ferns. 1995 verlangte er, die Kirche solle den Zölibat aufheben, woraufhin er zu Gesprächen in den Vatikan geladen wurde. Es folgte ein dreimonatiger Studienaufenthalt in den Vereinigten Staaten.
Am 1. April 2002 trat der als liberal geltende Bischof aufgrund mehrerer Vorfälle sexuellen Missbrauchs von Priestern seiner Diözese an Kindern zurück, von denen er jahrelang gewusst haben soll, ohne entschieden genug dagegen vorgegangen zu sein. Es wurden auch Alkoholprobleme des Bischofs erwähnt und eine Behandlung derselben in Aussicht gestellt.